# Semorina brachychelyne
Semorina brachychelyne là một loài nhện trong họ Salticidae.
Loài này thuộc chi Semorina. Semorina brachychelyne được Crane miêu tả năm 1949.